# 完滿群
在數學的群論中，一個群稱為完滿群（又稱完全群，但完全群可以指另一種群），如果這個群等於其換位子群；或者等價地說，如果這個群的阿貝爾商群只有平凡群。

## 例子
最小的完滿群是交錯群{\displaystyle A_{5}}。一般而言，任何非阿貝爾單群都是完滿群。因為一個群的換位子群是正規子群，所以單群的換位子群只能是其自身或平凡子群。而換位子群的對應商群必是阿貝爾群，因此如果一個群是非阿貝爾，其換位子群不能為平凡子群。
不是單群的完滿群的例子有特殊線性群SL(2,5)，即是在有限域{\displaystyle \mathbf {F} _{5}}上的所有行列式為1的2×2矩陣所組成的群。